# Kibber

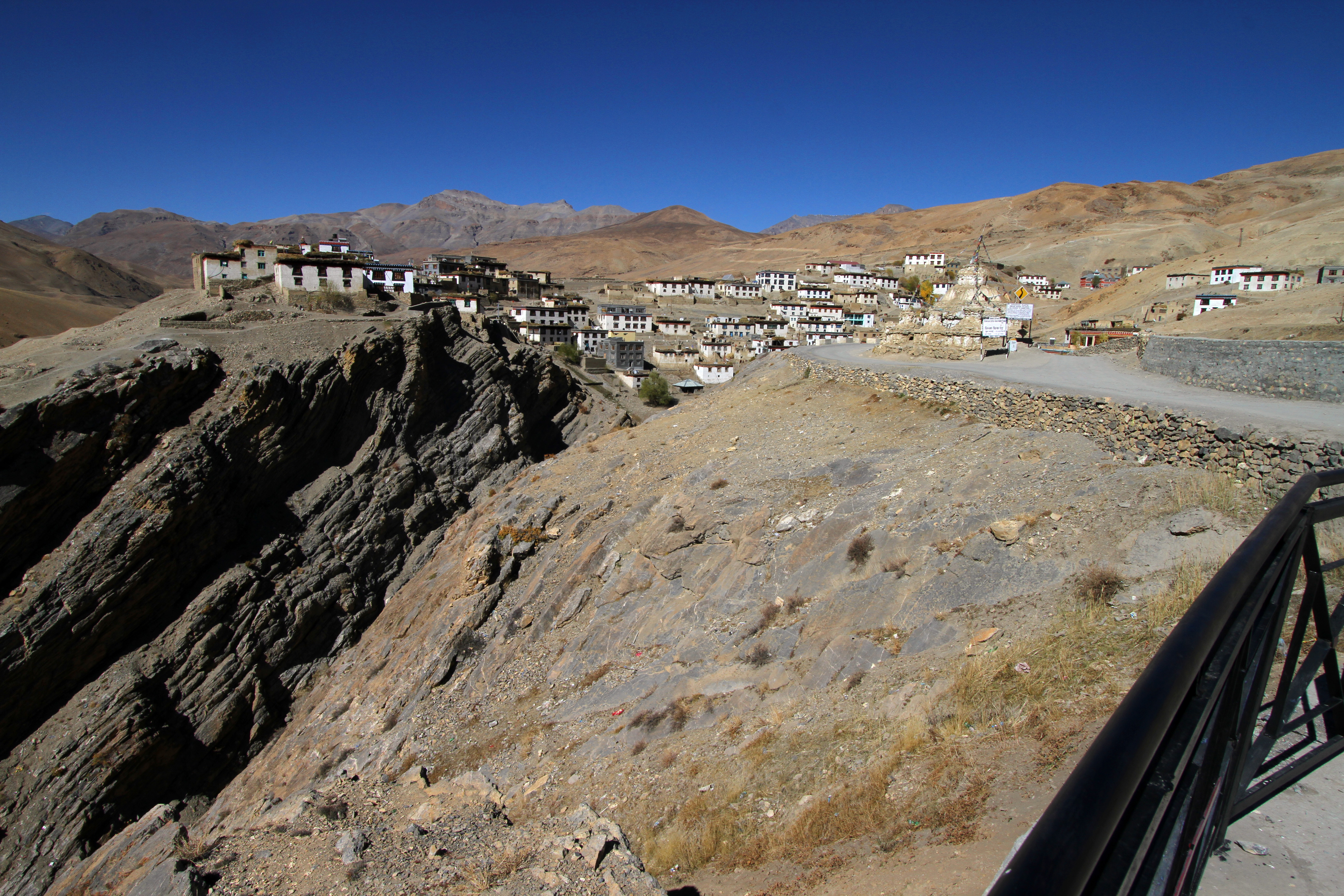
Kibber

Kibber ist ein Dorf in einem Seitental des Spiti in der Nähe des Kye-Klosters im Bundesstaat Himachal Pradesh im Nordwesten Indiens.

## Beschreibung
Das Dorf liegt in 4200 m Höhe und ist damit der höchstgelegene Ort der Region, der mit Motorfahrzeugen erreichbar ist. Es dient daher mit seinen Gästehäusern als Ausgangspunkt für Bergtouren. Das Dorf beherbergt eine Klosterschule und zahlreiche Chörten; das Ortsbild ist noch weitgehend von traditionellen Bauernhäusern geprägt.

## Galerie

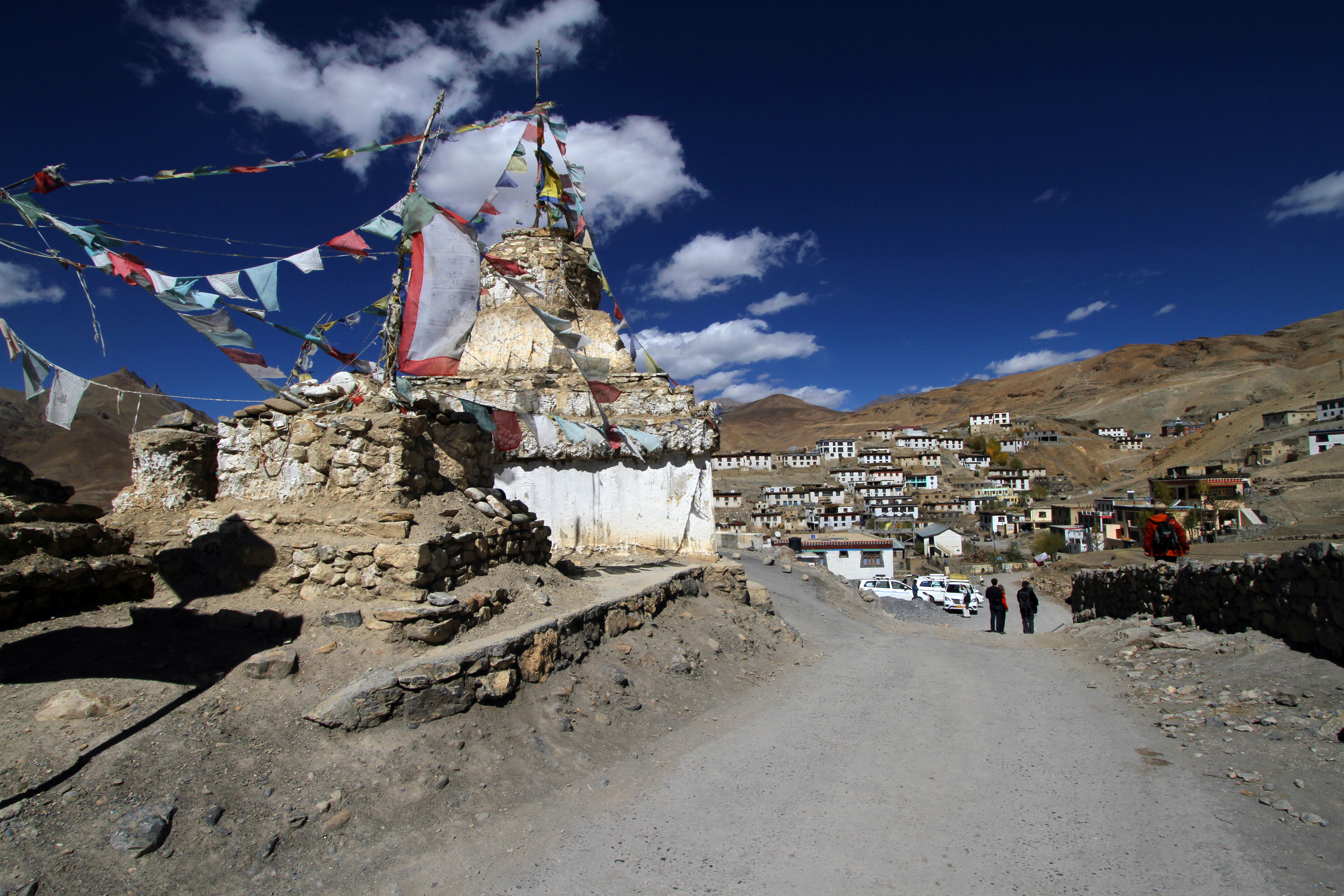
Chörten am Ortseingang
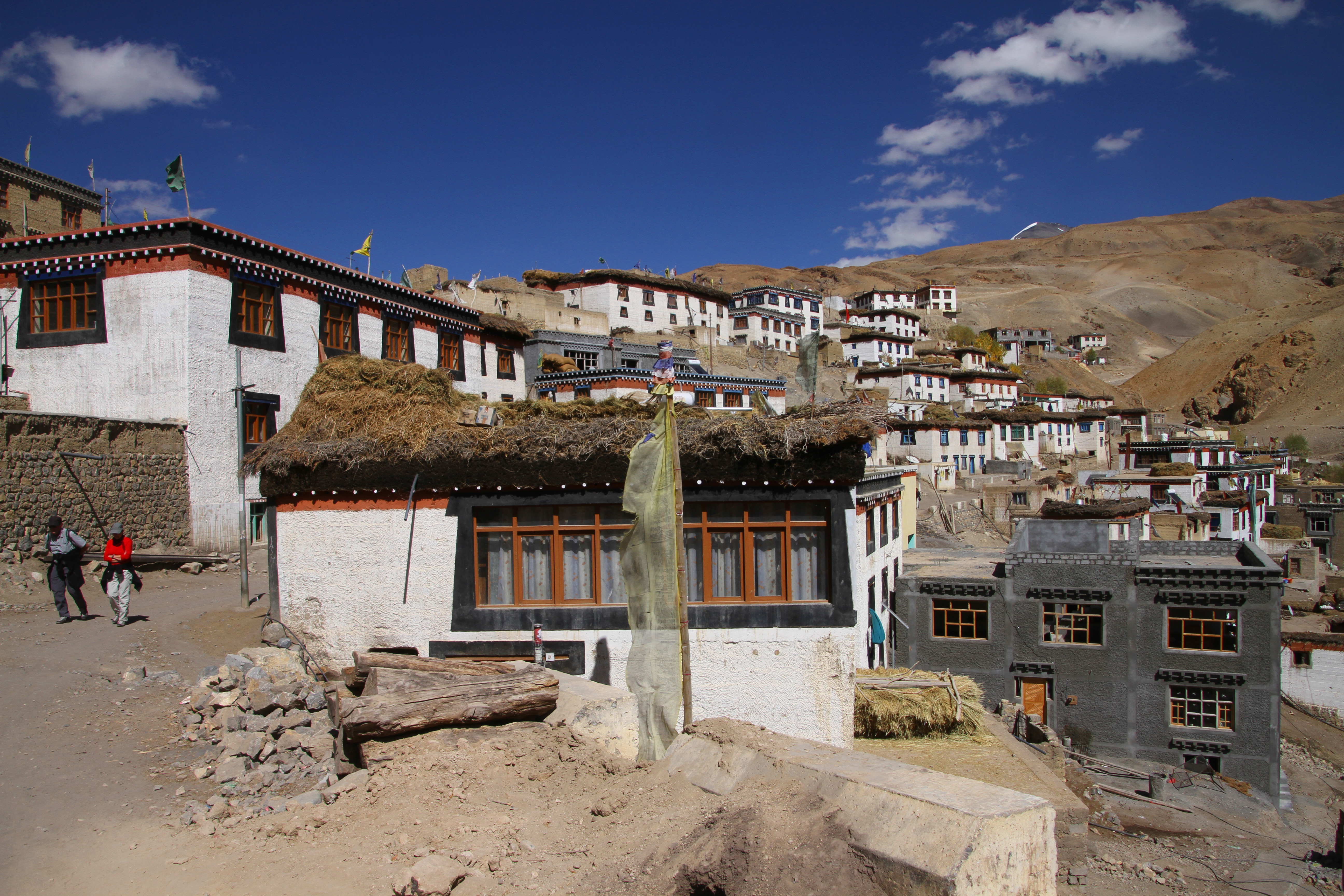
Traditionelle Häuser
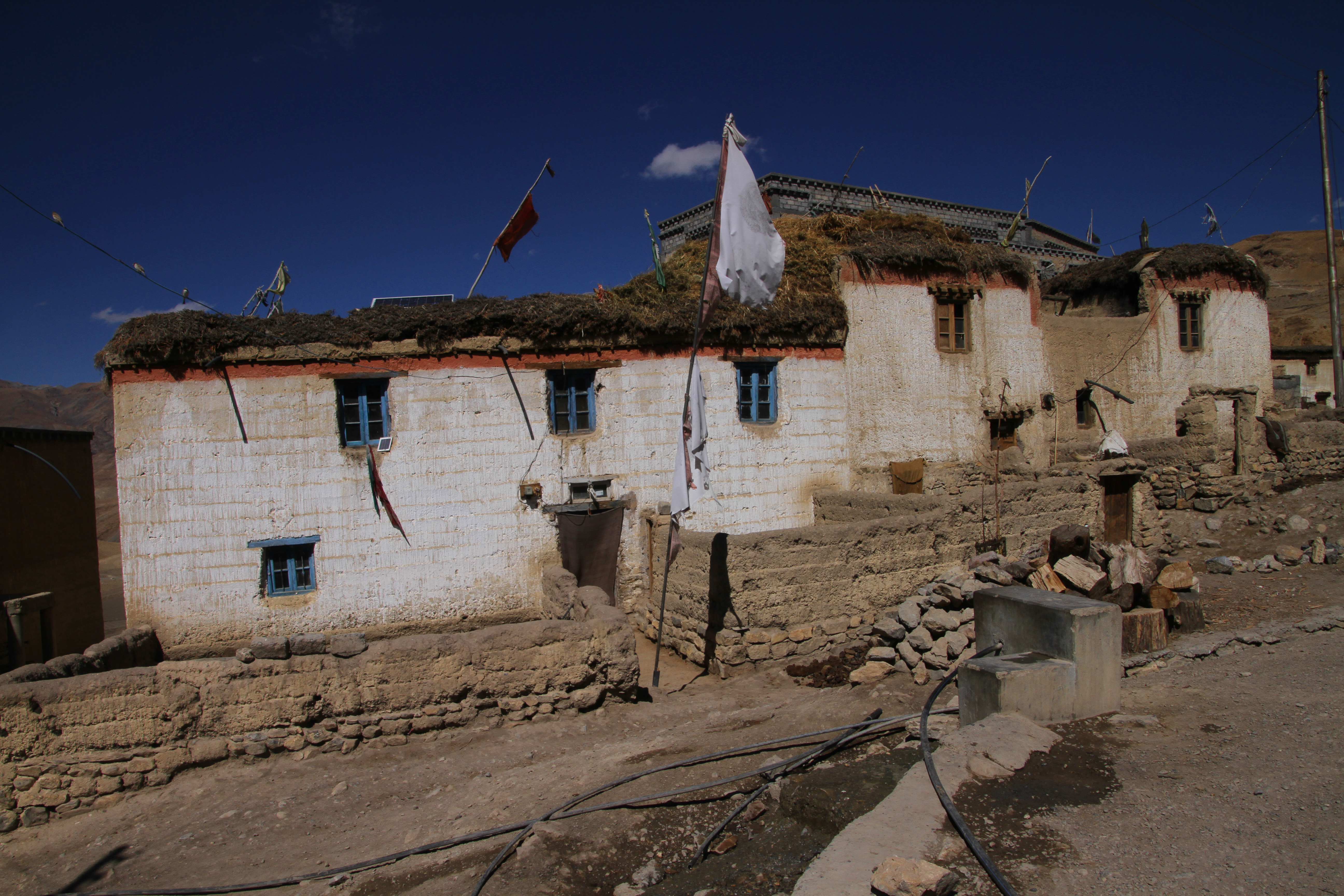
Bauernhaus
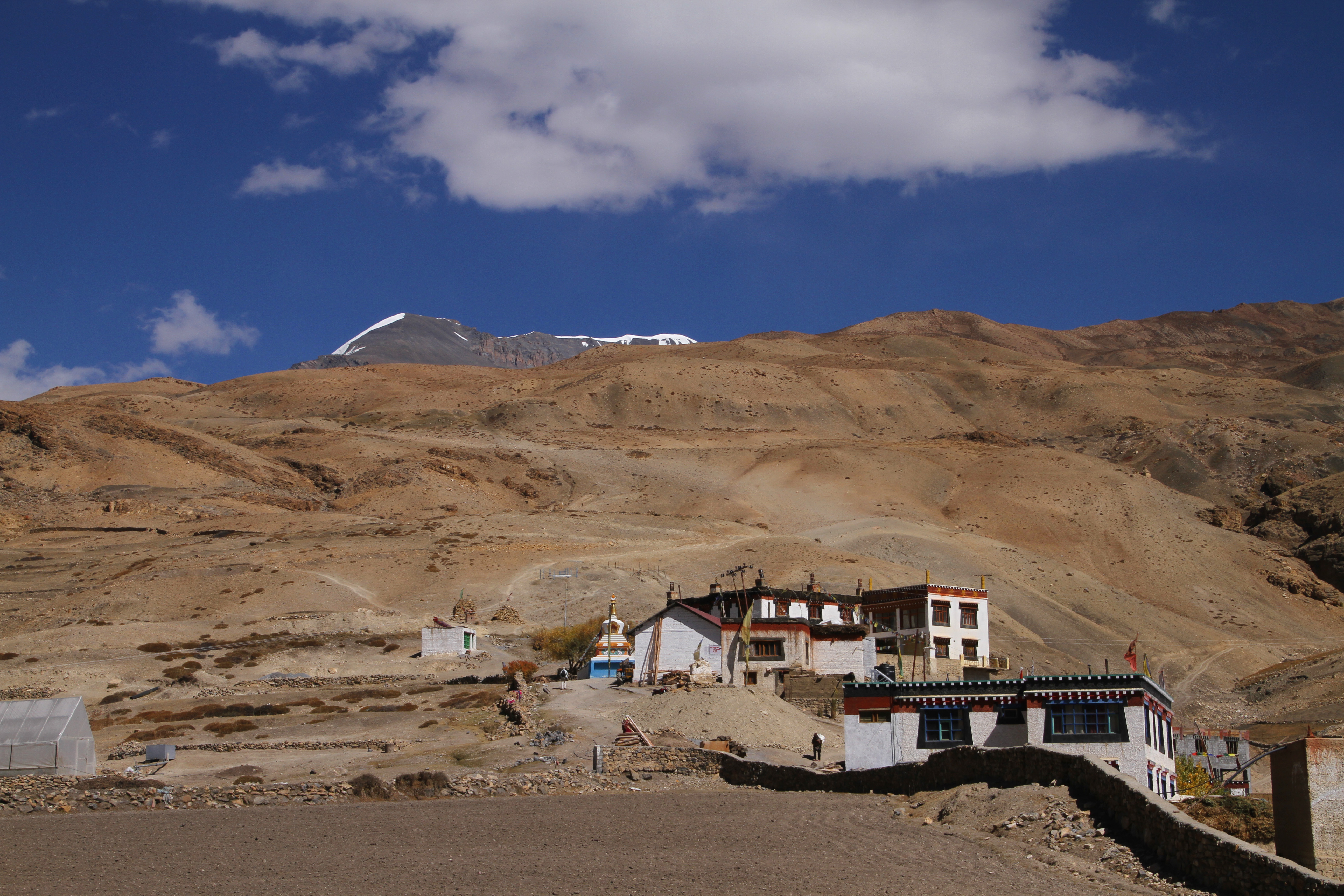
Schule
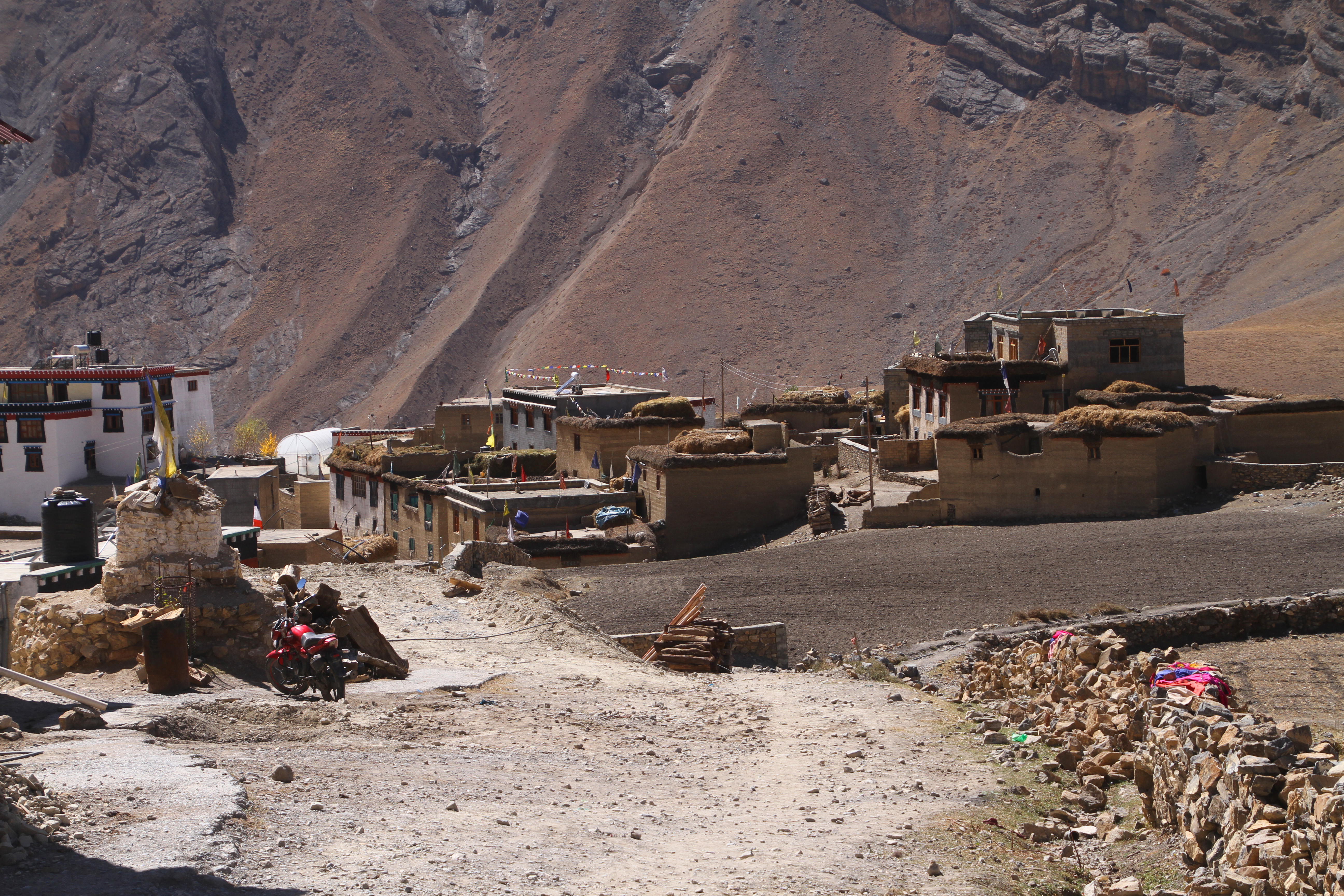
Oberdorf
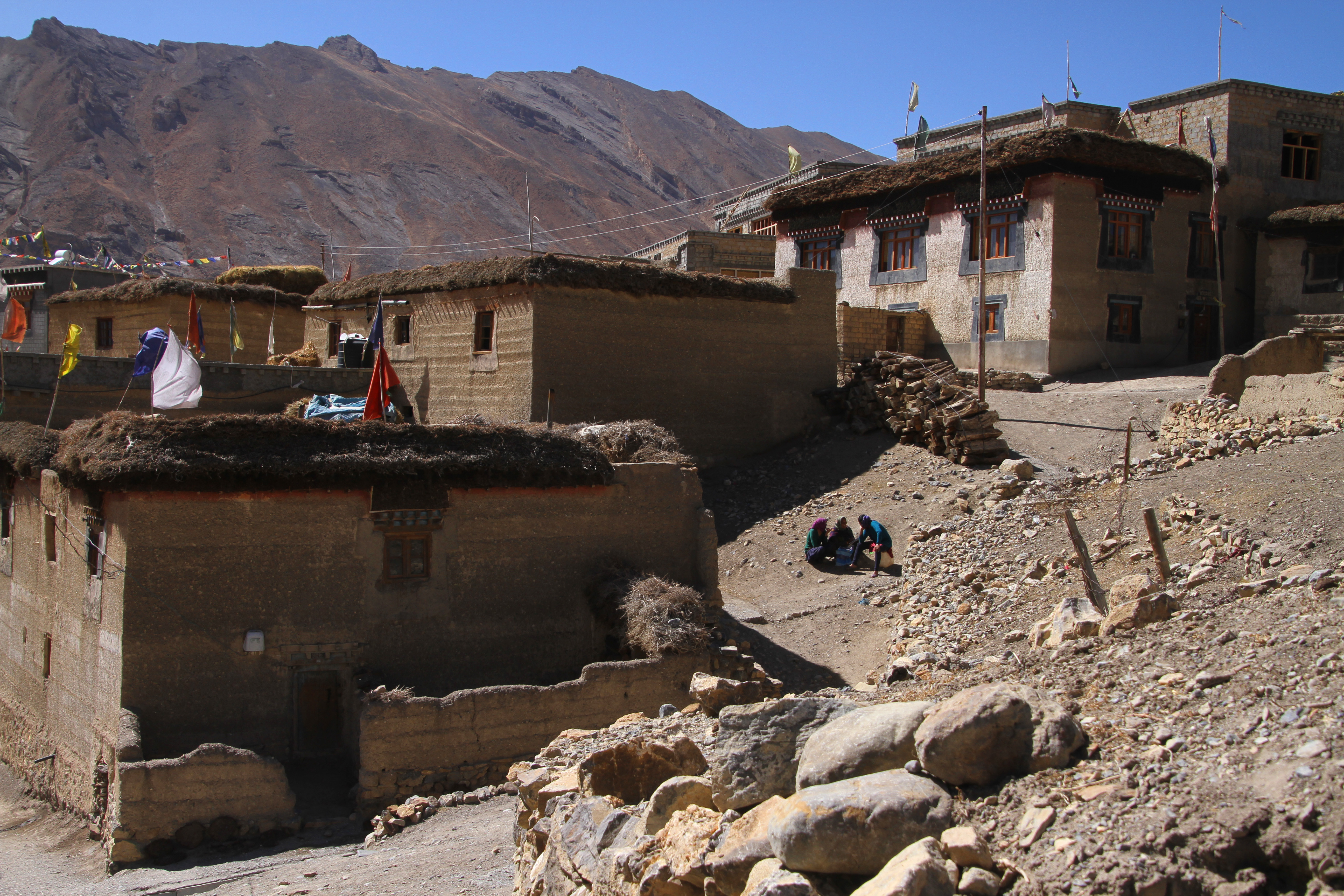
Dorftratsch
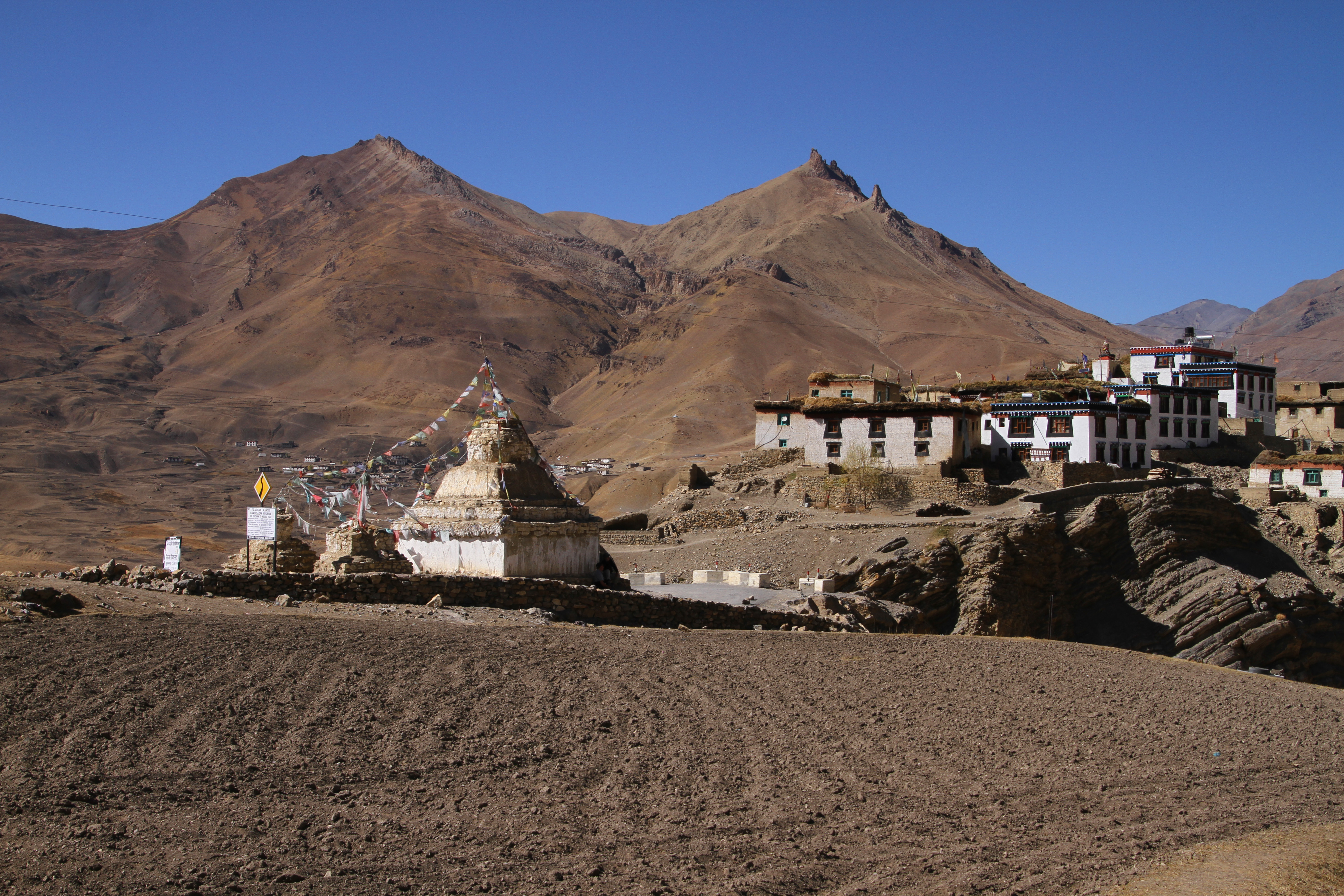
Kulturlandschaft
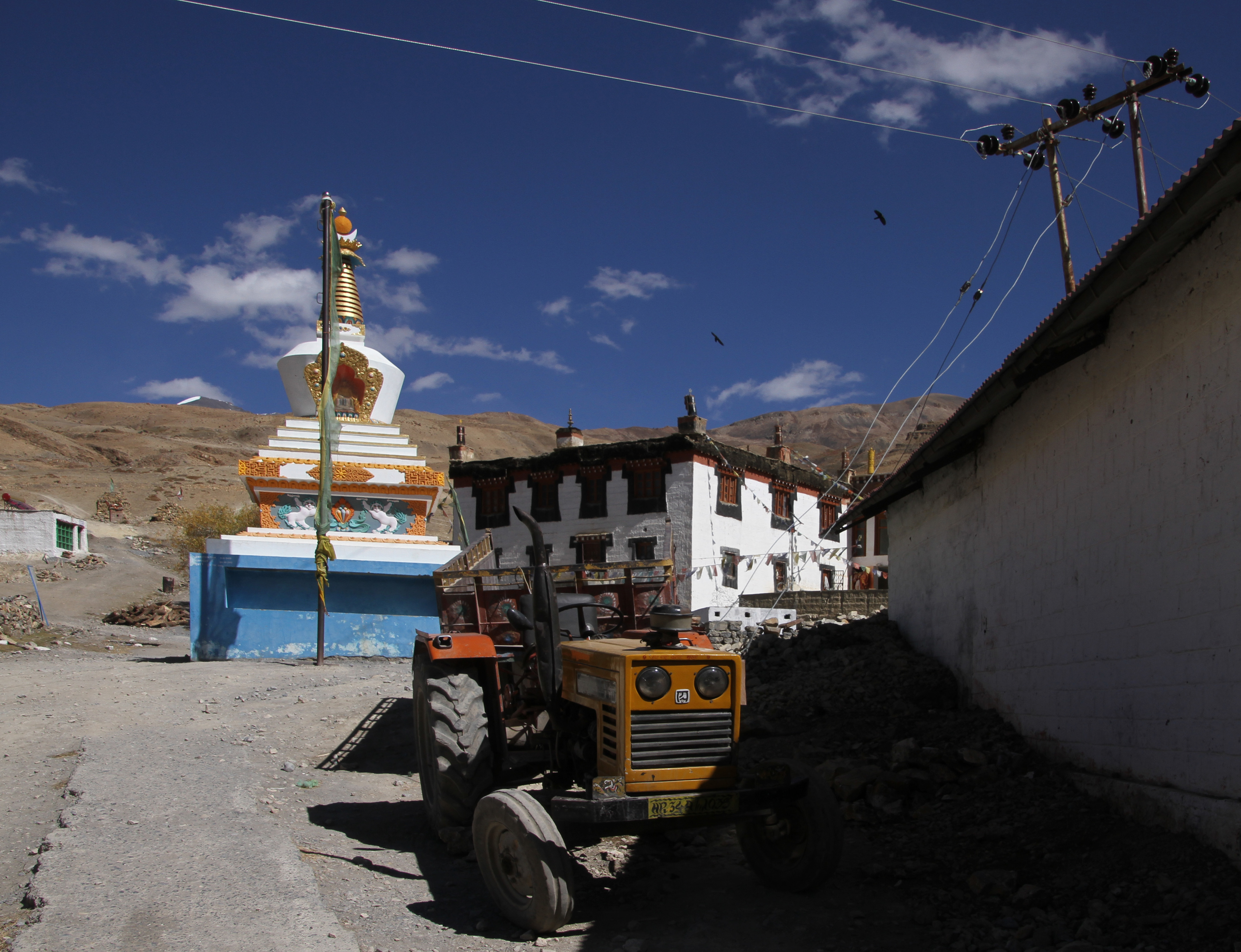
Profanes und Heiliges
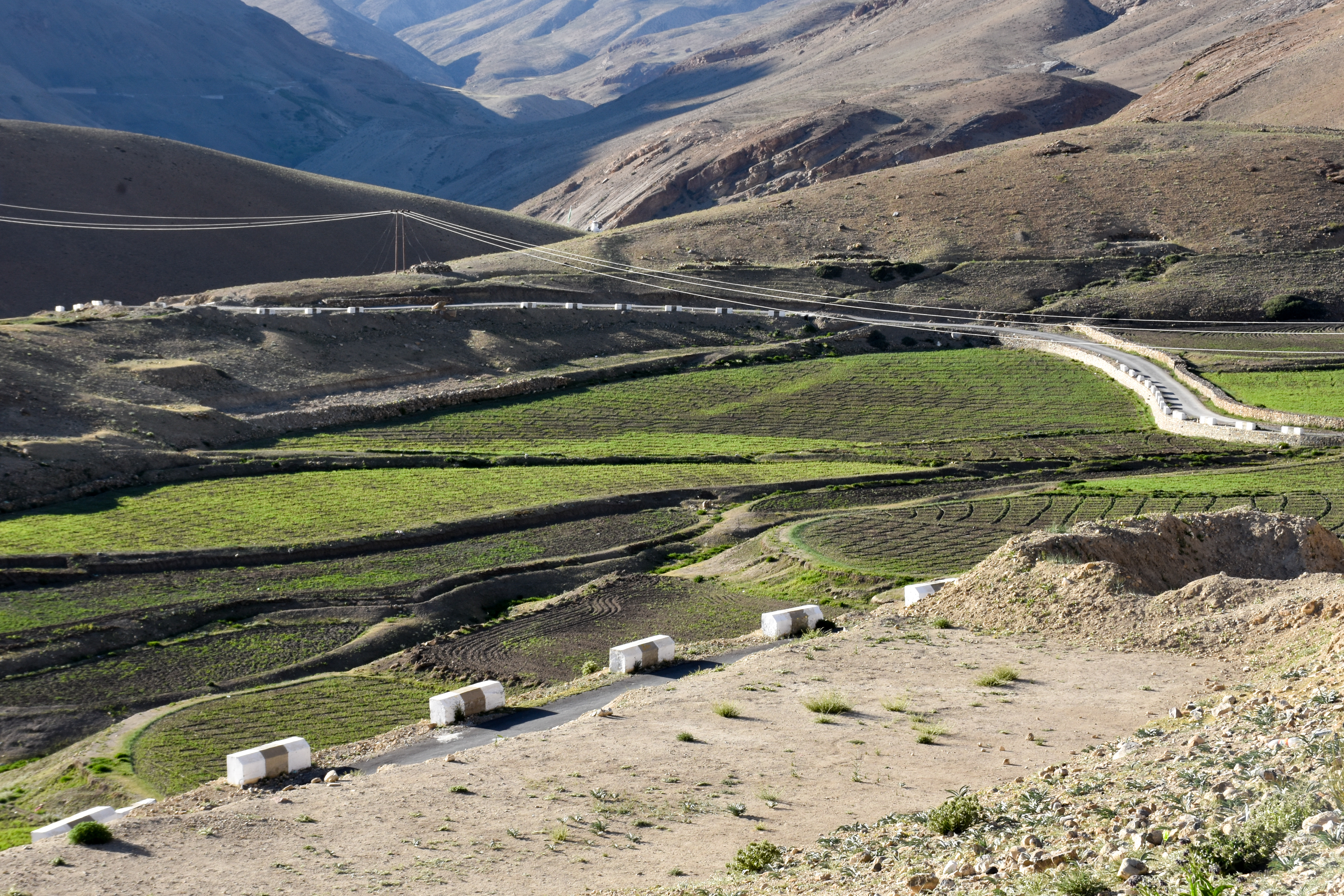
Erbsen und Gerste